# Sidi Bouzid, Tunisien

Sidi Bouzid (arabiska: سيدي بوزيد 'Sīdi Bu Zīd (fil)), ibland även känd som  Sidi Bou Zid eller Sīdī Bū Zayd, är en stad i Tunisien och huvudstaden i guvernementet med samma namn i landets centrala del. Staden är förmodligen mest känd för Mohamed Bouazizis självmord, som föranledde den arabiska våren.